# Lydia Wahlström
Lydia Katarina Wahlström (28 juin 1869 – 2 juin 1954) est une historienne, écrivaine et féministe suédoise. Elle a été la présidente de l'Association nationale pour le droit de vote des femmes de 1907 à 1911. 

## Publications
- General Gordon 1895
- Principerna för kvinnans rösträtt 1904
- Nutidsfrågor 1904
- Den svenska kvinnorörelsen 1904 (Föreningen Heimdals folkskrifter nr 84).
- Den heliga Birgitta 1905
- Lärdomar af den kvinnliga rösträttsrörelsen 1906
- Svensk kvinna inför svensk lag 1907
- Nya nutidsfrågor 1907
- Erik Gustaf Geijer 1907
- Högerkvinnorna och den nuvarande situationen 1908
- Statsintresset och kvinnans rösträtt 1909
- Skrifvelser från Gustav III ur Anders af Håkanssons papper 1913
- Svensk statsförfattningshistoria 1914
- En cykel från Rörås till Mattmar 1914
- Nyare bidrag till Fredrika Bremers karakteristik 1914
- Gustavianska studier 1914
- Samuel Fries 1915
- Svenskar från förra seklet 1915
- Drottning Margareta 1917
- Sverige och England under revolutionskrigens början 1917
- Daniel Malmbrink 1918
- De kristna inför världsläget 1918
- Katolskt och protestantiskt i medeltid och nutid 1919
- Sin fars dotter 1920
- Bland nutida jesuiter och hugenotter 1922
- Lotten Dahlgren och hennes senaste bok 1923
- Biskopen 1924
- Vardagens religion 1925
- Viktor Rydberg i nyare belysning 1929
- Själens hälsa 1929
- Glada givare 1929
- Hans Järta och Västmanlands-Dala nation 1931
- Besökelsens tid 1932
- Den svenska kvinnorörelsen: en historisk översikt 1933
- Marcus Ehrenpreis 1936
- Revolution och religion 1936
- Kärleksvisor 1939
- Fredrika Bremer som religiös personlighet 1939
- Livsrummet och dödszonen i nazismens världsåskådning 1940
- Kristen på egen hand 1942
- Trotsig och försagd 1949
- K.J. : ett utkast av personliga minnen 1950